# Proteuxoa victoriensis
Proteuxoa victoriensis är en fjärilsart som beskrevs av Embrik Strand 1915. Proteuxoa victoriensis ingår i släktet Proteuxoa och familjen nattflyn. Inga underarter finns listade i Catalogue of Life.